# Zamarada calypso
Zamarada calypso is een vlinder uit de familie spanners (Geometridae). De wetenschappelijke naam van deze soort is voor het eerst geldig gepubliceerd in 1926 door Louis Beethoven Prout.
De soort komt voor in tropisch Afrika.